# Wereldkampioenschappen inlineskaten 2012
De wereldkampioenschappen inline-skaten 2012 werden van 8 tot en met 15 september gehouden in Italië. Dit is verdeeld over wedstrijden op de piste van 8 tot 10 september in Ascoli Piceno en op de weg in San Benedetto del Tronto van 12 tot en met 15 september. Eerder vonden de Europese kampioenschappen van 2010 al in San Benedetto del Tronto plaats.
Het was de eenenveertigste editie van de officiële wereldkampioenschappen inline-skaten, in de zevenenveertig jaar dat dit bestaat. Aan het toernooi namen 50 verschillende landen deel.
De gouden medaille op de 500 meter sprint op de weg van Michel Mulder betekende de eerste wereldtitel voor Nederland sinds de Wereldkampioenschappen inline-skaten 1992, toen Erik Hulzebosch en Jenita Hulzebosch-Smit goud bemachtigden in Rome.

## Programma
Hieronder is het programma weergegeven voor dit toernooi.
| Piste        | Piste                            | Piste                            |
| Datum        | Mannen                           | Vrouwen                          |
| ------------ | -------------------------------- | -------------------------------- |
| 8 september  | 300m Time trial 15000m Afvalrace | 300m Time trial 15000m Afvalrace |
| 9 september  | 500m Sprint 10000m Punt + afval  | 500m Sprint 10000m Punt + afval  |
| 10 september | 1000m Sprint 3000m Aflossing     | 1000m Sprint 3000m Aflossing     |

| Weg          | Weg                              | Weg                              |
| Datum        | Mannen                           | Vrouwen                          |
| ------------ | -------------------------------- | -------------------------------- |
| 12 september | 200m Time Trial 20000m Afvalrace | 200m Time Trial 20000m Afvalrace |
| 13 september | 10000m Puntenkoers               | 10000m Puntenkoers               |
| 14 september | 500m Sprint 5000m Aflossing      | 500m Sprint 5000m Aflossing      |
| 15 september | Marathon                         | Marathon                         |

## Belgische deelnemers
| Mannen                                                                                              | Vrouwen |
| --------------------------------------------------------------------------------------------------- | ------- |
| Jore Van den Berghe Sven Mallezie Niels Provoost Tim Sibiet Ferre Spruyt Bart Swings Maarten Swings |         |

## Nederlandse deelnemers
| Mannen                                                                                        | Vrouwen                                                       |
| --------------------------------------------------------------------------------------------- | ------------------------------------------------------------- |
| Crispijn Ariëns Gary Hekman Mark Horsten Sjoerd Huisman Niels Mesu Michel Mulder Koen Verweij | Manon Kamminga Bianca Roosenboom Irene Schouten Elma de Vries |

## Medailles

### Mannen
| Piste                | Piste                                           | Piste                                         | Piste                                                            |
| Afstand              | Goud ·                                          | Zilver ·                                      | Brons ·                                                          |
| -------------------- | ----------------------------------------------- | --------------------------------------------- | ---------------------------------------------------------------- |
| 300m Time trial      | Pedro Causil                                    | Joseba Fernandez                              | Emanuelle Silva                                                  |
| 500m Sprint          | Andres Muñoz                                    | Pedro Causil                                  | Gwendal Lepivert                                                 |
| 1000m Sprint         | Peter Michael                                   | Pedro Causil                                  | Alexis Contin                                                    |
| 10.000m Punt + afval | Fabio Francolini                                | Bart Swings                                   | Peter Michael                                                    |
| 15.000m Afvalrace    | Peter Michael                                   | Fabio Francolini                              | Bart Swings                                                      |
| 3000m Aflossing      | Colombia Pedro Causil Andres Muñoz Carlos Pérez | Taiwan Jia Jung Lin Wei Lin Lo Yan Cheng Chej | Argentinië Juan Cruz Araldi Ezequiel Capellano Guillermo Servian |

| Weg                 | Weg                                                 | Weg                                                        | Weg                                                               |
| Afstand             | Goud ·                                              | Zilver ·                                                   | Brons ·                                                           |
| ------------------- | --------------------------------------------------- | ---------------------------------------------------------- | ----------------------------------------------------------------- |
| 200m Time trial     | Joseba Fernandez WR: 15,879                         | Pedro Causil                                               | Michel Mulder                                                     |
| 500m Sprint         | Michel Mulder                                       | Gwendal Lepivert                                           | Justin Stelly                                                     |
| 10.000m Puntenkoers | Ewen Fernandez                                      | Alexis Contin                                              | Gary Hekman                                                       |
| 20.000m Afvalrace   | Bart Swings                                         | Fabio Francolini                                           | Alexis Contin                                                     |
| 42.195m Marathon    | Bart Swings                                         | Andrés Muñóz                                               | Ewen Fernandez                                                    |
| 5000m Aflossing     | België Jore Van den Berghe Ferre Spruyt Bart Swings | Italië Lorenzo Cassioli Fabio Francolini Patrizio Triberio | Chili Rolando Ossandom Jorge Reyes Aguilar Ricardo Verdugo Campos |

### Vrouwen
| Piste                | Piste                                              | Piste                                          | Piste                                                       |
| Afstand              | Goud ·                                             | Zilver ·                                       | Brons ·                                                     |
| -------------------- | -------------------------------------------------- | ---------------------------------------------- | ----------------------------------------------------------- |
| 300m Time trial      | Shin So-yeong                                      | Giulia Bongiorno                               | An Yi-seul                                                  |
| 500m Sprint          | An Yi-seul                                         | Erika Zanetti                                  | Giulia Bongiorno                                            |
| 1000m Sprint         | Guo Dan                                            | Yang Ho-chen                                   | Francesca Lollobrigida                                      |
| 10.000m Punt + afval | Francesca Lollobrigida                             | Yang Ho-chen                                   | Woo Hyo-sook                                                |
| 15.000m Afvalrace    | Kelly Martinez                                     | Francesca Lollobrigida                         | Carolina Upegui                                             |
| 3000m Aflossing      | Colombia Luisa Agudelo Kelly Martinez Paola Segura | Duitsland Sabine Berg Jana Gegner Mareike Thum | Italië Giulia Bongiorno Roberta Casu Francesca Lollobrigida |

| Weg                 | Weg                                                   | Weg                                                          | Weg                                        |
| Afstand             | Goud ·                                                | Zilver ·                                                     | Brons ·                                    |
| ------------------- | ----------------------------------------------------- | ------------------------------------------------------------ | ------------------------------------------ |
| 200m Time trial     | Victoria Rodriguez Lopez WR: 17,594                   | Maria Jose Moya                                              | Giulia Bongiorno                           |
| 500m Sprint         | Erika Zanetti                                         | Manon Kamminga                                               | Erin Jackson                               |
| 10.000m Puntenkoers | Francesca Lollobrigida                                | Yang Ho-chen                                                 | Manon Kamminga                             |
| 20.000m Afvalrace   | Carolina Upegui                                       | Francesca Lollobrigida                                       | Kelly Martínez                             |
| 42.195m Marathon    | Cecilia Baena                                         | Elizabeth Arnedo                                             | Maira Aria                                 |
| 5000m Aflossing     | Nederland Manon Kamminga Irene Schouten Elma de Vries | Italië Giulia Bongiorno Francesca Lollobrigida Erika Zanetti | Taiwan Li Meng Chu Liu Fu Jen Yang Ho-chen |

### Medaillespiegel
| Plaats | Land             | Goud | Zilver | Brons | Totaal |
| 1      | Colombia         | 7    | 5      | 2     | 14     |
| 2      | Italië           | 4    | 8      | 4     | 16     |
| 3      | België           | 3    | 1      | 1     | 5      |
| 4      | Nederland        | 2    | 1      | 3     | 6      |
| 5      | Zuid-Korea       | 2    | 0      | 2     | 4      |
| 6      | Nieuw-Zeeland    | 2    | 0      | 1     | 3      |
| 7      | Frankrijk        | 1    | 2      | 4     | 7      |
| 8      | Spanje           | 1    | 1      | 0     | 2      |
| 9      | Argentinië       | 1    | 0      | 2     | 3      |
| 10     | China            | 1    | 0      | 0     | 1      |
| 11     | Taiwan           | 0    | 4      | 1     | 5      |
| 12     | Chili            | 0    | 1      | 2     | 3      |
| 13     | Duitsland        | 0    | 1      | 0     | 1      |
| 14     | Verenigde Staten | 0    | 0      | 2     | 2      |
| Totaal | Totaal           | 24   | 24     | 24    | 72     |

Officieuze wereldkampioenschappen

Monza 1937 ·
Ferrara 1938 ·
Monfalcone 1948 ·
Ferrara 1949 ·
Monfalcone 1951 ·
Lido di Venezia 1953 ·
Bari 1954 ·
Palermo 1957 ·
Finale Ligure 1958 ·
Wetteren 1960 ·
Gujan-Mestras 1961 ·
Nantes 1963 ·
Madrid 1964 ·
Syracuse 1965
Officiële wereldkampioenschappen (afwisselend piste en weg)

Mar del Plata 1966 ·
Barcelona 1967 ·
Montecchio 1968 ·
Mar del Plata 1969 ·
Sesto San Giovanni 1973 ·
Mar del Plata 1975 ·
Mar del Plata 1978 ·
Finale Emilia 1979 ·
Masterton 1980 ·
Oostende 1981 ·
Finale Emilia 1982 ·
Mar del Plata 1983 ·
Bogotá 1984 ·
Colorado Springs 1985 ·
Adelaide 1986 ·
Grenoble 1987 ·
Cassano d'Adda 1988 ·
Hastings 1989 ·
Bello 1990 ·
Oostende 1991 ·
Rome 1992 ·
Colorado Springs 1993
Piste en weg gecombineerd (huidige vorm)

Gujan-Mestras 1994 ·
Perth 1995 ·
Venetië 1996 ·
Mar del Plata 1997 ·
Pamplona 1998 ·
Santiago 1999 ·
Barrancabermeja 2000 ·
Valence d'Agen 2001 ·
Oostende 2002 ·
Barquisimeto 2003 ·
Abruzzo 2004 ·
Suzhou 2005 ·
Anyang 2006 ·
Cali 2007 ·
Gijón 2008 ·
Haining 2009 ·
Guarne 2010 ·
Yeosu 2011 ·
Ascoli Piceno/San Benedetto del Tronto 2012 ·
Oostende 2013 ·
Rosario 2014 ·
Kaohsiung 2015 ·
Nanjing 2016 ·
Nanjing 2017 ·
Heerde/Arnhem 2018 ·
Barcelona 2019 ·
Ibagué 2021 ·
Buenos Aires 2022 ·
Montecchio Maggiore/Vicenza 2023 ·
Pescara 2024